# Joan Fuster i Sobrepere
|  | «Joan Fuster» redirigeix aquí. Vegeu-ne altres significats a «Joan Fuster (desambiguació)». |

Joan Fuster i Sobrepere (Barcelona, 1955) és historiador, gestor cultural, professor universitari i polític català. Ha estat regidor de l'Ajuntament de Barcelona.
Cursa primers estudis a l'escola de Sant Felip Neri de Ciutat Vella. Es llicencià en Història l'any 1979 a la Facultat de Filosofia i Lletres en 1979 a la Universitat Autònoma de Barcelona.
Li va ser atorgat el Premi Ciutat de Barcelona d'Història Agustí Duran i Sampere 2004, pel llibre “Barcelona a la dècada moderada (1843-1854). El projecte industrialista en la construcció
de l'estat centralista”.

## Trajectòria política
S'interessà molt jove per la política en la seva etapa d'estudis d'ensenyament mitjà. Assistí a la primera manifestació el 1970, contra el Procés de Burgos. Durant l'etapa universitària milità en grups d'esquerra i d'orientació trotskista. A 19 anys entra a Convergència Socialista de Catalunya, després l'any 1976 al PSC-Congrés i finalment el 1978 al Partit dels Socialistes de Catalunya.
El 1981 fou director de Serveis dels Disctrictes I i V de l'Ajuntament de Barcelona. Fou director de la Revista d'Història "L'Avenç" en substitució de Ferran Mascarell entre 1985 i 1988. Del 1987 al 1989 fou director de serveis de Difusió Cultural de l'Ajuntament de Barcelona. Integrà la llista electoral del PSC per les Eleccions municipals de 1991 per a l'Ajuntament de Barcelona, sortint elegit regidor. Hi restà tres mandats de 1989 a 1991, de 1991 a 1995, i de 1995 a 1999. Fou vicepresident del Dte. Sarrià-Sant Gervasi 1989 a 1995 i també regidor de Publicacions del 1991 a 1995. I el seu últim mandat de 1995 a 1999 fou regidor del districte de Ciutat Vella, simultaniejant el càrrec amb el de regidor de Cultura. També fou vicepresident de l'empresa municipal "Procivesa".
Del 1991 al 1999 fou diputat provincial de la Diputació de Barcelona, sent del 1991 al 1995 president de l'àrea de Cultura i Educació de la Diputació.

## Trajectòria acadèmica
El 1999 inicià els estudis de doctorat a l'Institut Universitari d'Història Jaume Vicens Vives de la Universitat Pompeu Fabra. Obtingué el doctorat l'any 2004 amb la tesi: “Barcelona a la dècada moderada (1843-1854). El projecte industrialista en la construcció de l'estat centralista” dirigida pel Dr. Josep Fontana i Lázaro. Completà la seva formació amb el “Postgrau en Direcció d'Institucions Artístiques i Culturals” en Alta dirección d'ESADE; y en “Marketing de Serveis” Alta Dirección d'ESADE. Fou director del Seminari d'Història de Barcelona de l'Arxiu Històric de la Ciutat entre els anys 1999 i 2000.
El 1997 va entrar de professor d'Història Política Contemporània a la Facultat de Ciències de la Comunicació Blanquerna de la Universitat Ramon Llull on restà fins a l'any 2004. Paral·lelament inicià la col·laboració amb la Universitat Oberta de Catalunya" UOC l'any 2001 on és professor agregat dels Estudis d'Arts i Humanitats, i ha estat Vicerector de Relacions Institucionals i Política Cultural del 2001 al 2005. És el director acadèmic del Màster universitari en Humanitats: art, literatura i cultura
contemporànies.
És director acadèmic (Centre de Barcelona) del Consorci Universitat Internacional Menéndez Pelayo. És membre de la Comissió Permanent de lInstitut Universitari Joan Lluís Vives i President del Comitè Científic de la Biblioteca Virtual Joan Lluís Vives. Forma part de la Permanent i del Comitè Científic de l'Institut Barcelona d'Estudis Internacionals (IBEI). El juny de 2006 va ser nomenat nou director executiu de AGAUR (Agència de Gestió d'Ajuts Universitaris i de Recerca).
És membre de l'Associació Consell Cent, entitat que agrupa els antics regidors de l'Ajuntament de Barcelona.

## Obres (selecció)
- Amb Jaume Subirana i Josep-Anton Fernández (2013). «Presentació». A: «Resistencialisme i normalització: usos del passat i discursos culturals en la Catalunya contemporània» [dossier en línia]. Digithum, núm. 15.[15]
- Amb Oriol Nel·lo, Quim Brugué, Jaume Bellmunt i Jaume Badia (2017). «Pasqual Maragall: pensament i acció». Digithum, núm. 15.[16]